# Ingrid Austlid Rise
Ingrid Austlid Rise, née en 1955 à Oppdal, est une médailleuse norvégienne.

## Biographie
Employée par la monnaie norvégienne, Ingrid Austlid Rise a conçu de nombreuses pièces de monnaie norvégiennes dont :
- la pièce de 1 couronne (1997)[1] :
- la pièce de 5 couronnes (1998)[2] ;

ainsi que des pièces commémoratives :
- la pièce de 20 couronnes (2002) du 200e anniversaire de la naissance de Niels Henrik Abel ;
- la pièce de 20 couronnes (2004) du 150e anniversaire du chemin de fer norvégien ;
- la pièce de 10 couronnes et la pièce d'argent de 200 couronnes (2008) du 200e anniversaire de la naissance d'Henrik Wergeland.